# 烏克蘭百科全書

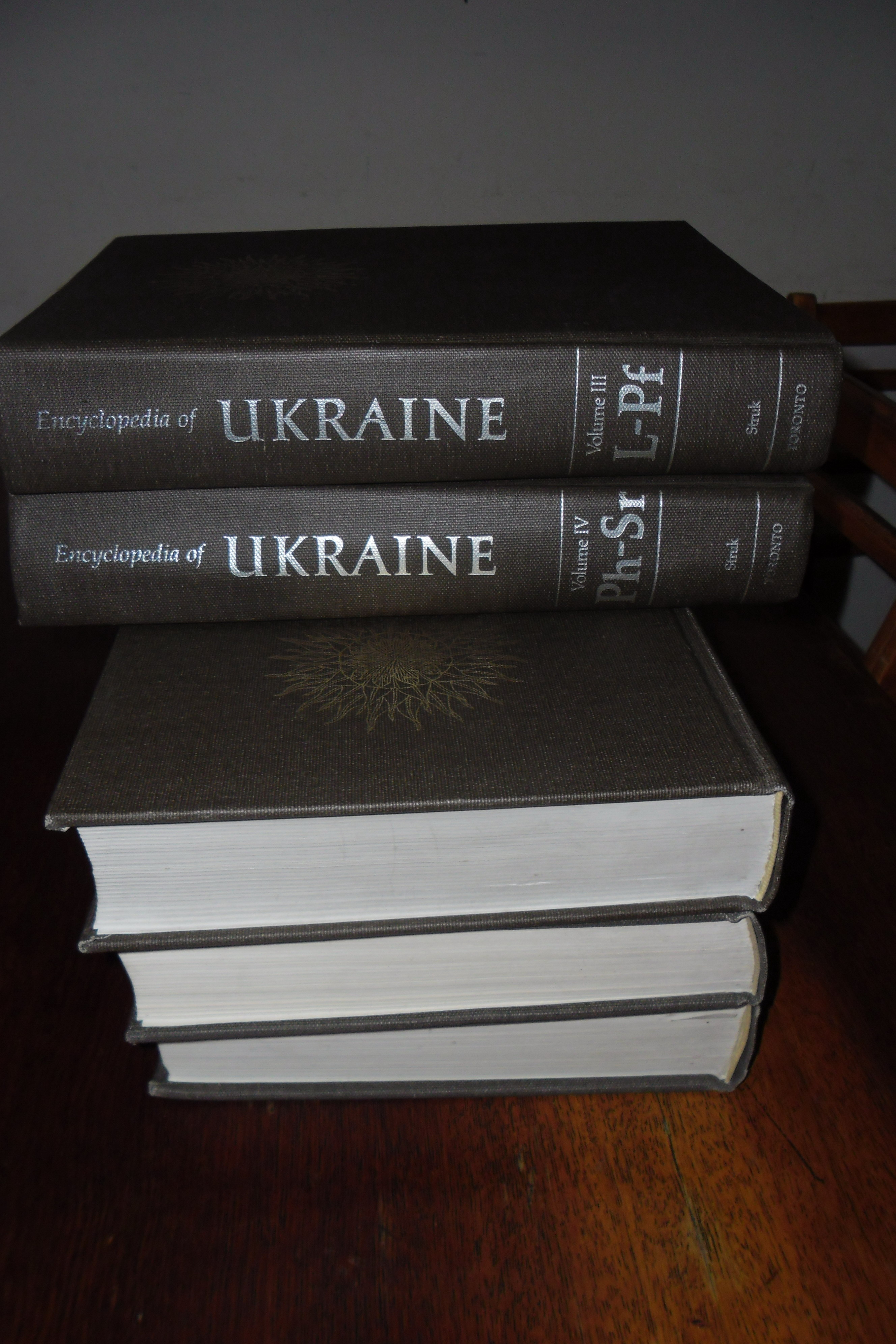
英語版出版物

《乌克兰百科全书》（羅馬化：Entsyklopediia ukrainoznavstva）是1984年至2001年出版的一本與烏克蘭有關的百科全書，是乌克兰学領域的入門級參考圖書。
第一卷和第二卷分别于1984年和1988年出版。最后三卷于1993年出版。这套百科全书最後還附有30页的乌克兰地图和地名词典以及一张可折叠的地图（比例尺 1:2,000,000）。
最后一卷是索引和第1-5卷的勘误表，於2001年出版。

## 網路版
網路版烏克蘭百科全書為免費的英語網路百科全書。其包含多種烏克蘭相關主題，包括歷史、人民、地理、經濟和文化等。網路版烏克蘭百科全書建成後，將成為烏克蘭方面最權威、最全面的英語網路資源。截至2025年5月，共包含約11,000個條目和8,000幅插圖。
截至2022年，百科全書編撰團隊，由主題相關的編輯團隊組成，包含編輯Marko R. Stech、諮詢性學術編輯顧問Serhiy Bilenky、高級學術編輯Tania Plawuszczak-Stech與Larysa Bilous等。網站設計為Jaroslaw Kiebalo、設計顧問則是Walter Kiebalo。